# Ліга націй УЄФА
Ліга націй УЄФА (англ. UEFA Nations League) — міжнародний футбольний турнір серед збірних Європи, який проводиться під керівництвом УЄФА. Частота проведення турніру — раз на 2 роки, виявлення переможця — по непарних роках. Також турнір пов'язаний з відбірковим циклом до чемпіонатів Європи, даючи додаткову можливість виходу у фінальну стадію ряду національних збірних.
Турнір вперше пройшов у вересні-червні 2018—2019 років, відразу після закінчення Чемпіонату світу 2018. Чотири переможця з Ліги A вийшли у фінал, що пройшов у червні 2019 року. Чотири країни, по одній з кожної Ліги, також автоматично кваліфікувались на Євро 2020.
Для європейських країн турнір практично повністю замінить міжнародні товариські матчі що проходили у рамках Міжнародного розкладу матчів FIFA.

## Історія
Вперше запланований на 2018 рік у строки, відповідні закінченню чемпіонату світу 2018 року. У турнірі діють принципи підвищення та пониження в класі. Матчі турніру стали проводиться в терміни, в які проводилися більшість міжнародних товариських матчів. Турнір, за задумом організаторів, не лише замінить більшу частину товариських зустрічей матчами турнірного значення, а й дозволить збірним грати з рівними за силою суперниками.
Навесні 2014 року УЄФА був опублікував попередній формат майбутнього турніру, який почався у вересні 2018 року. Згідно з ним, 54 європейські команди розбили на дивізіони від A до D. В дивізіон A потрапляють 12 найкращих команд рейтингу збірних УЄФА, наступні 12 команд утворюють дивізіон B, наступні 14 — C, і 16 аутсайдерів — дивізіон D. Кожний дивізіон розбитий на 4 групи: дві найсильніші ліги групи складаються з 3 команд, C — з 3 і 4, D — з 4. У групах проходять двоколові турніри. Переможці груп дивізіону A розігрують перемогу в Лізі націй між собою. Переможці груп решти дивізіонів отримують місця в дивізіонах рангом вище наступної Ліги націй, а збірні, що займають останні місця в групах, відповідно впадуть рангом нижче (крім дивізіону D).

## Переможці
| 2018—19 Деталі | Португалія | Португалія | 1:0                 | Нідерланди | Англія  | 0:0 (дч) (пен. 6:5) | Швейцарія  |
| 2020—21 Деталі | Італія     | Франція    | 2:1                 | Іспанія    | Італія  | 2:1                 | Бельгія    |
| 2022—23 Деталі | Нідерланди | Іспанія    | 0:0 (дч) (пен. 5:4) | Хорватія   | Італія  | 3:2                 | Нідерланди |
| 2024—25 Деталі | Німеччина  | Португалія | 2:2 (дч) (пен. 5:3) | Іспанія    | Франція | 2:0                 | Німеччина  |

## Український транслятор
- Megogo Футбол
- Megogo Спорт